# ABC-staterna

ABC-staterna i olika färger (Argentina i grönt, Brasilien i blått och Chile i rött.)

ABC-staterna är en benämning på de tre sydamerikanska staterna Argentina, Brasilien och Chile, som har begynnelsebokstäverna A, B och C. Dessa länder har ekonomiskt sett varit de mest betydande i Sydamerika.

### Fotnoter
1. ↑  ”Amerika”. Folkkalendern. 20 mars 1933. https://runeberg.org/folkkalend/1933/0125.html. Läst 5 januari 2016.
2. ↑  ”Utrikesutskottet betänkande 1983/84:UU18 om utvecklingen i Centralamerika och Chile”. Sveriges riksdag. 12 april 1984. http://www.riksdagen.se/sv/Dokument-Lagar/Utskottens-dokument/Betankanden/om-utvecklingen-i-Centralameri_G701UU18/. Läst 5 januari 2016.